# Donk

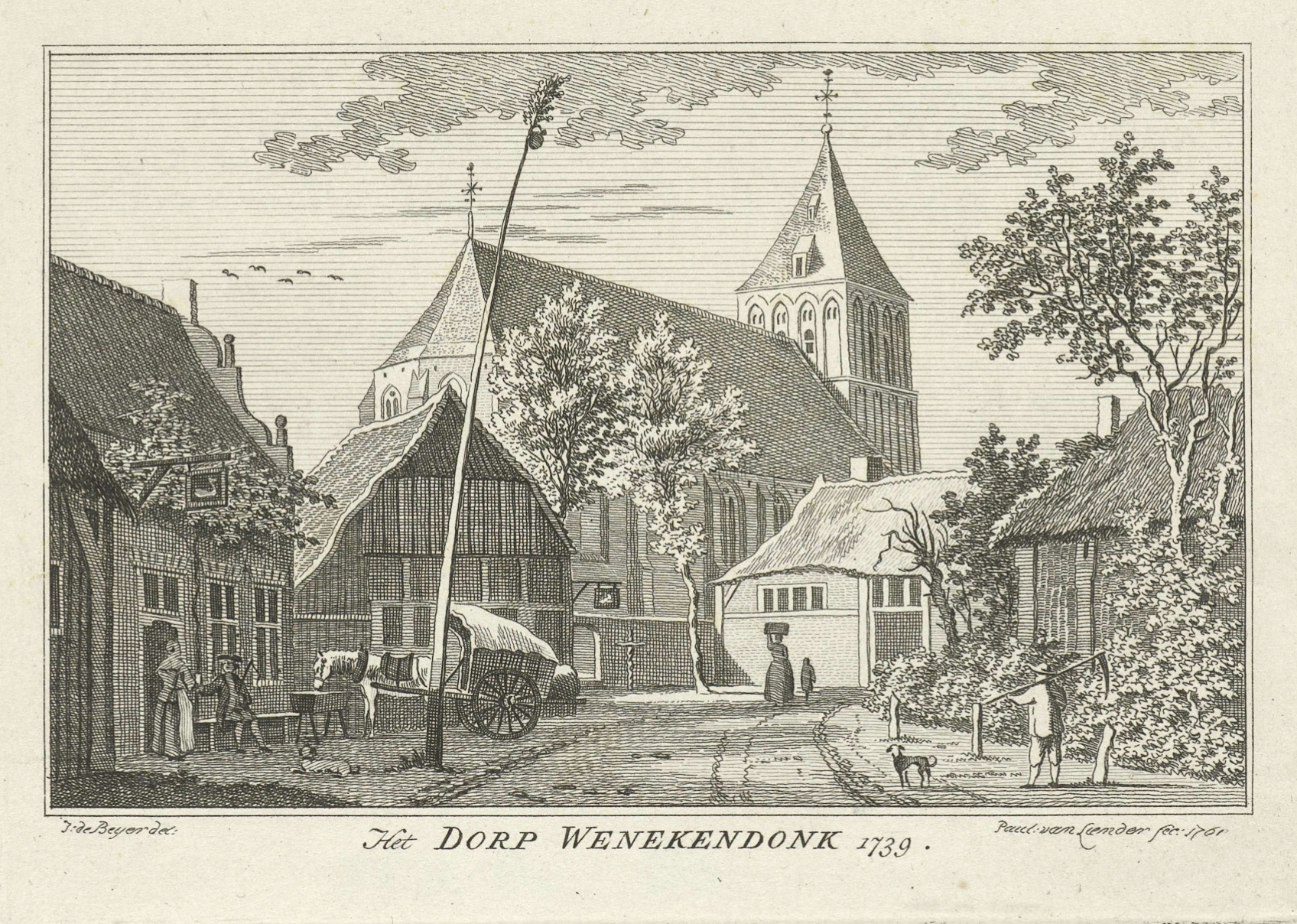
Het Dorp Wenekendonk 1739. Stich von Paulus van Liender nach Jan de Beijer, 1761

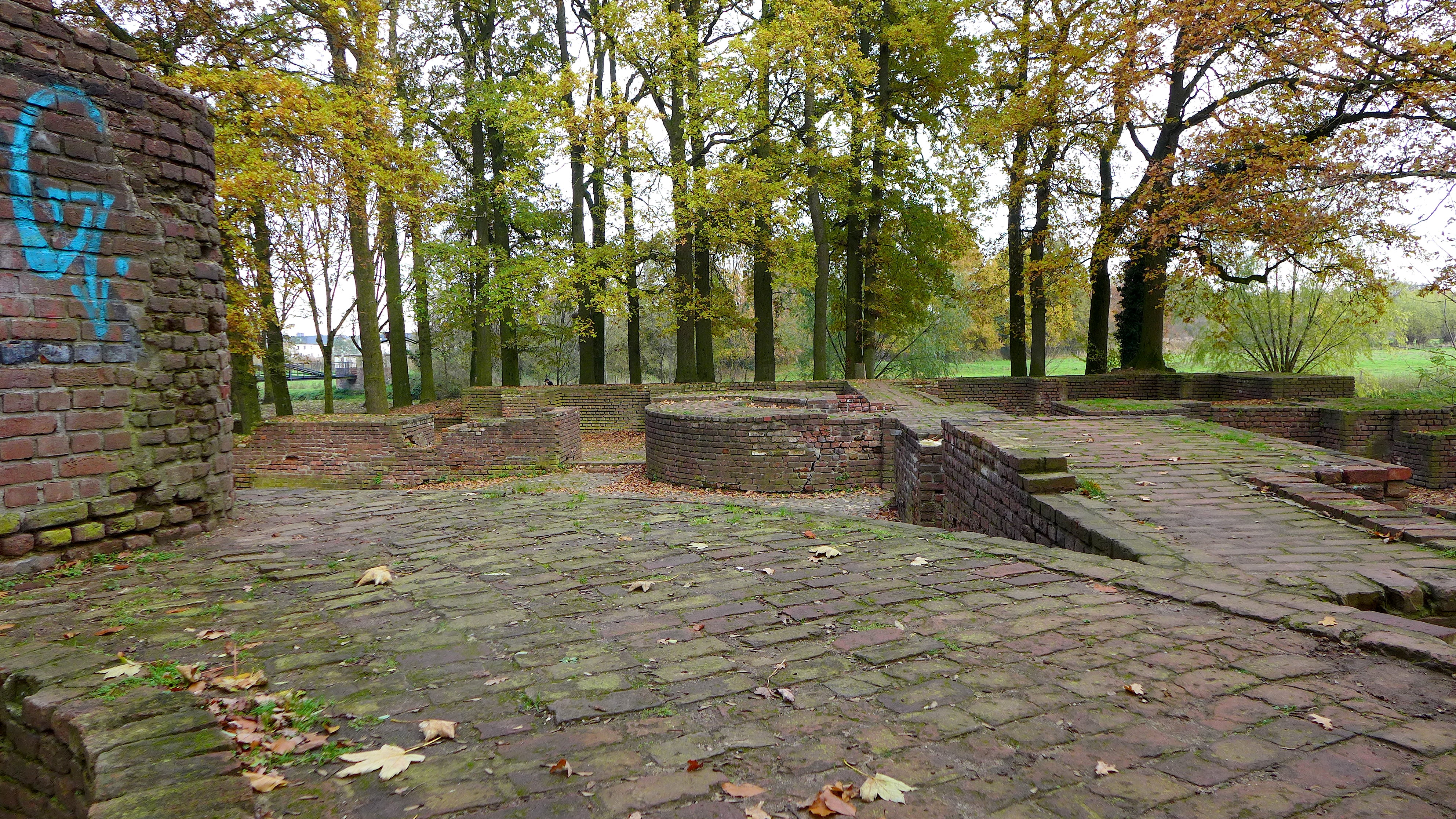
Burg Wachtendonk

Eine Donk ist eine flache Erhebung im sumpfigen Gelände in Zusammenhang mit der Besiedlung (Moorbesiedelung). Das Wort Donk kommt heute nur noch in alten Flurnamen und anderen Ortsbezeichnungen sowie in davon abgeleiteten Hof- und Familiennamen vor.

## Einführung
Die als Donk (oder auch Dunk) bezeichneten, meist sandigen Erdrücken, die sich kaum 2–3 Meter über die umgebende Bruchlandschaft erheben, waren vermutlich im frühen Mittelalter Ausgangspunkte für die Besiedlung des flachen und feuchten Tieflandes westlich des Niederrheins bis etwa in die Gegend östlich des heutigen Brügge in Belgien. Allerdings fällt auf, dass die Verbreitung von Orten mit dem Namensbestandteil „donk“ gut mit dem Siedlungsgebiet der Menapier zur Zeit des Einfalls der Römer in Gallien unter Gaius Iulius Caesar (um 58 v. Chr.) übereinstimmt. Ein Zusammenhang ist aber nicht belegt. Namensbildungen mit der Endung -donk kommen auch im Hochmittelalter noch vor: Wachtendonk, benannt nach einer ca. 1100 n. Chr. auf der Vogtendonk errichteten Burg, wobei der Siedlungskern Wachtendonks in der Tat auf einer wie oben beschriebenen flachen Erhebung (im Urstromtal des Rheins, heute zwischen Niers und Nette) liegt. Weitere Beispiele finden sich unter Hülsdonk.

## Wortherkunft
Donk ist abgeleitet von althochdeutsch tung „das (die Wohnstatt) Bedeckende“.
P. Cornelius Tacitus schreibt in Kapitel 16 seines Werkes Germania: Solent et subterraneos specus aperire eosque multo insuper fimo onerant, suffugium hiemis et receptaculum frugibus, quia rigorem frigorum eius modi loci molliunt. Übersetzt heißt das etwa: „Auch pflegen sie [die Germanen] unterirdische Höhlen zu graben, die sie obendrauf mit viel Mist bedecken, als Zufluchtsort im Winter und Lagerraum für Feldfrüchte, da solche Orte die strenge Kälte mildern.“
Plinius der Ältere soll in seiner Historia Naturalis Ähnliches berichten. „Auch haben die Germanen schon unterirdische Vorratskammern, eine Art Keller, in denen sie sich im Winter der Wärme halber aufhielten und wo nach Plinius die Weiber Weberei trieben“ (Engels). Vergleichbar steht dazu Dunk „Webkeller“ (Plural: Dunker); noch bis ins 20. Jahrhundert von Hauswebern benutzte, über eine Falltür erreichbare Weber-Werkstätte im Keller unter der Wohnstube. Diese Bedeutungsebene findet sich in altisländisch dyngja „Frauengemach“ und altenglisch dung „Gefängnis“ sowie englisch dungeon „Verlies“.
Diese von Plinius und Tacitus erwähnten Winterquartiere hießen nach dem, was sie bedeckte: althochdeutsch tung und mittelhochdeutsch tunc, „das Bedeckende“ - wohl aus indogermanisch *dhengh. Heute steht das Wort Dung für Kot oder Mist, englisch dung, schwedisch dynga, der auf dem Misthaufen zum Dünger veredelt wird.
In den feuchten Niederungen des Tieflandes mit seinen zahlreichen Sümpfen werden diese halb eingegrabenen Behausungen nur auf etwas höher gelegenen Flächen errichtet worden sein, da sie nicht nur gegen Kälte, sondern auch gegen Überschwemmungen und aufsteigendes Grundwasser schützen mussten. 
Später ging der Name für die Wohnstätte auf die Erhebung und die zugehörige Fläche über. Heute findet er sich meist nur mehr als Suffix.

## Varianten
In der Abfolge entwickeln sich dung, dong, dunc, donc, donck und schließlich Donk. 
Bezeichnungen mit ähnlicher Bedeutung:
- Werder, Werth, Wörth im ganzen deutschen Sprachgebiet verbreitet
- Horst, ostmitteldeutsch
- Bulte, niederdeutsch

## Verbreitung
Die Bezeichnung Donk ist vorwiegend im niederfränkischen Sprachraum (kleverländisch, niederländisch) zu finden. Zahlreiche Ortsbezeichnungen im östlichen Teil der belgischen Region Flandern (Provinzen Antwerpen, Flämisch-Brabant, Limburg, Ost-Flandern), im südlich des Rhein-Maas-Deltas gelegenen Teil der Niederlande (Provinzen Limburg, Noord-Brabant) und am linken Niederrhein (Kreise Kleve, Wesel, Viersen, Neuss, Städte Mönchengladbach und Krefeld) enthalten bzw. enden auf -donk.